# Herman Isbutsky
Herman Isbutsky (? - Plötzensee, 6 juli 1944) was een Joodse communist die lid was van het Belgisch verzet in de Tweede Wereldoorlog en die een prominente rol speelde in het Russische informatienetwerk Die Rote Kapelle in Antwerpen. Zijn contactpersoon in Brussel was Johann Wenzel.
In 1941 recruteerde hij onder meer Sarah Goldberg.
Hij werd verraden door de antismetische GRU agent Konstantin Effremov die Isbutsky en Maurice Peper in juli 1942 bij hem riep voor een vergadering waar ze allebei werden gearresteerd. Isbutsky werd gemarteld maar kraakte niet. Hij werd op 6 juli 1944 onthoofd in de gevangenis Plötzensee.
Isbutsky's zus Julia was getrouwd met Leopold Flam. 